# Quantització estocàstica

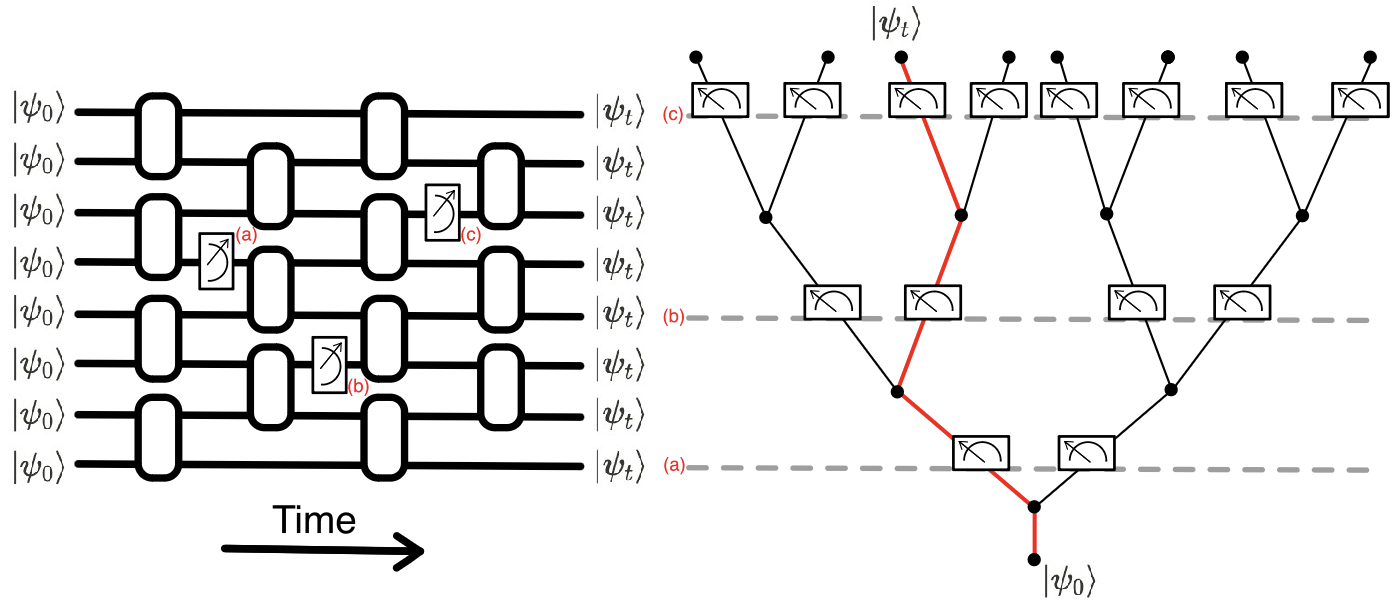
Aquesta figura mostra un diagrama d'un circuit quàntic (a l'esquerra) amb algunes mesures indicades per (a), (b) i (c). El diagrama de la dreta mostra la naturalesa estocàstica de les mesures en física quàntica, en què hi ha diferents resultats possibles per a cada mesura.

En física teòrica, la quantització estocàstica és un mètode per modelar la mecànica quàntica, introduït per Edward Nelson el 1966, i simplificat per Giorgio Parisi i Yong-Shi Wu.

## Descripció
La quantificació estocàstica serveix per quantificar les teories de camps euclidianes, i s'utilitza per a aplicacions numèriques, com ara simulacions numèriques de teories gauge amb fermions. Això serveix per abordar el problema de la duplicació de fermions que es produeix habitualment en aquests càlculs numèrics.
La quantificació estocàstica aprofita el fet que una teoria quàntica de camps euclidiana es pot modelar com el límit d'equilibri d'un sistema mecànic estadístic acoblat a un bany de calor. En particular, en la representació integral del camí d'una teoria quàntica de camps euclidiana, la mesura de la integral del camí està estretament relacionada amb la distribució de Boltzmann d'un sistema mecànic estadístic en equilibri. En aquesta relació, les funcions d'Euclidian Green es converteixen en funcions de correlació en el sistema mecànic estadístic. Un sistema mecànic estadístic en equilibri es pot modelar, mitjançant la hipòtesi ergòdica, com la distribució estacionària d'un procés estocàstic. Aleshores, la mesura integral del camí euclidià també es pot considerar com la distribució estacionària d'un procés estocàstic; d'aquí el nom de quantització estocàstica.